# Einspurwagen

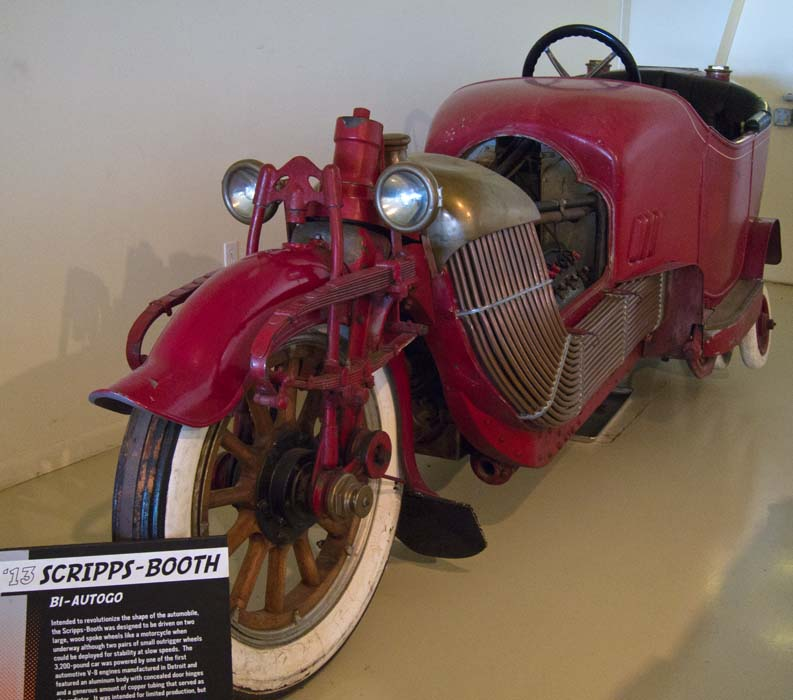
Scripps-Booth Bi-Autogo von 1912

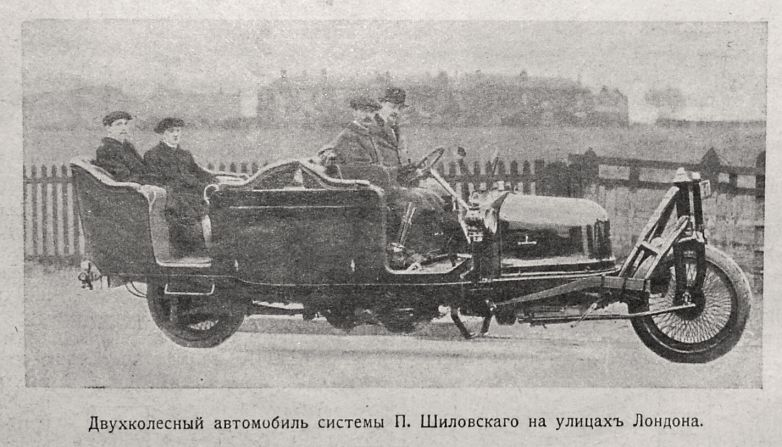
Schilowski Gyrocar von 1913

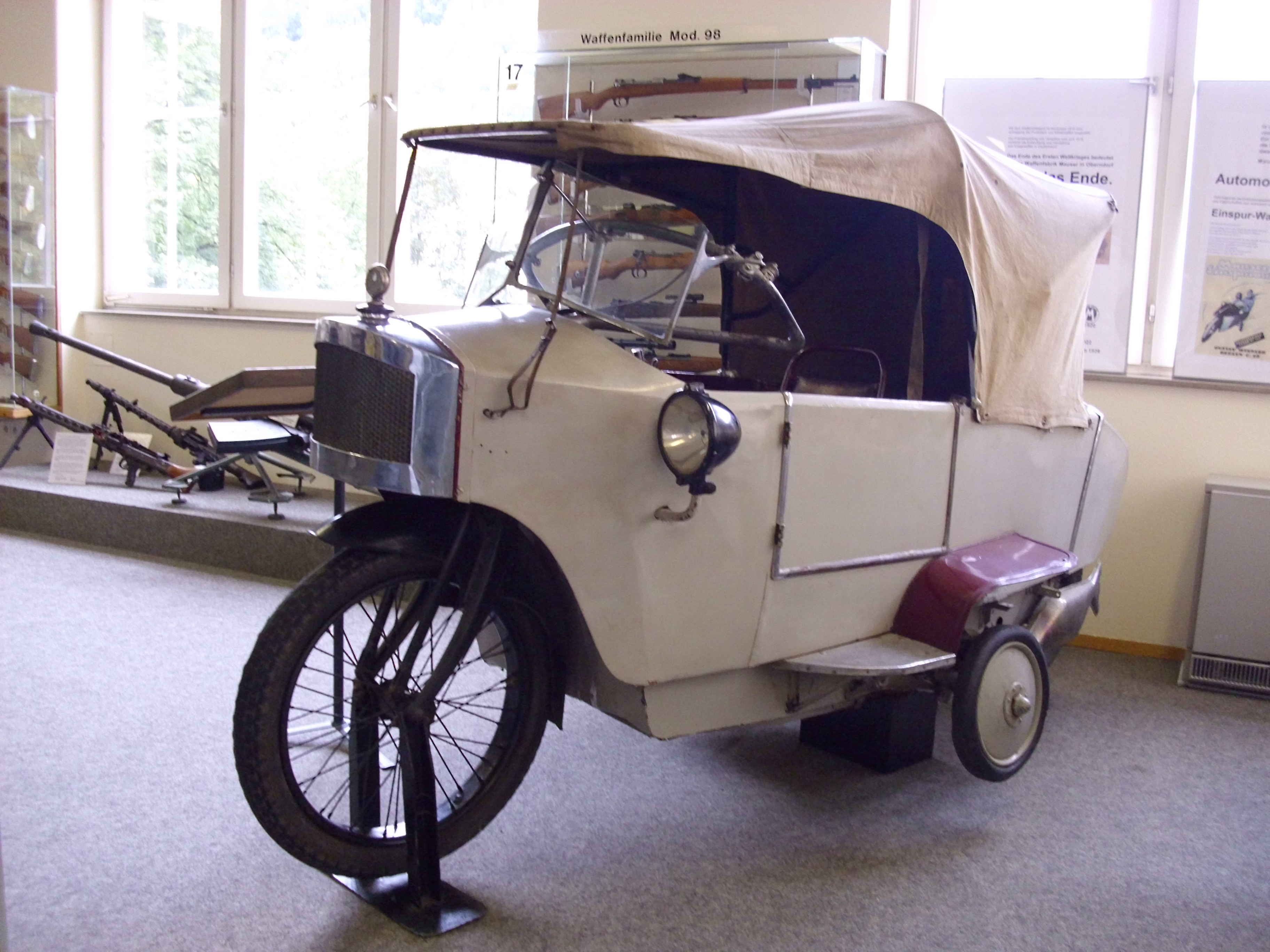
Winkler von 1927–1929

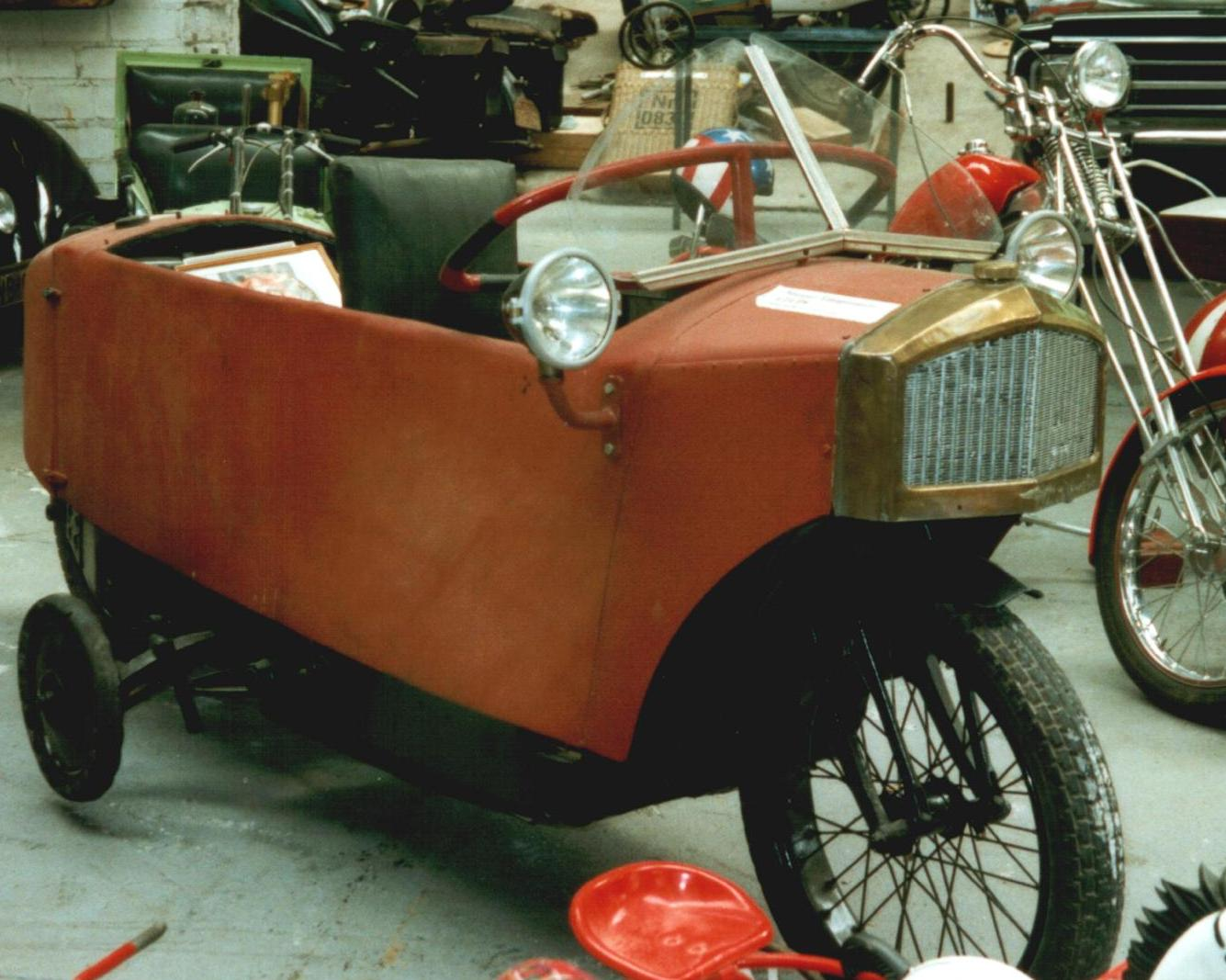
Mauser Einspur-Auto von 1923

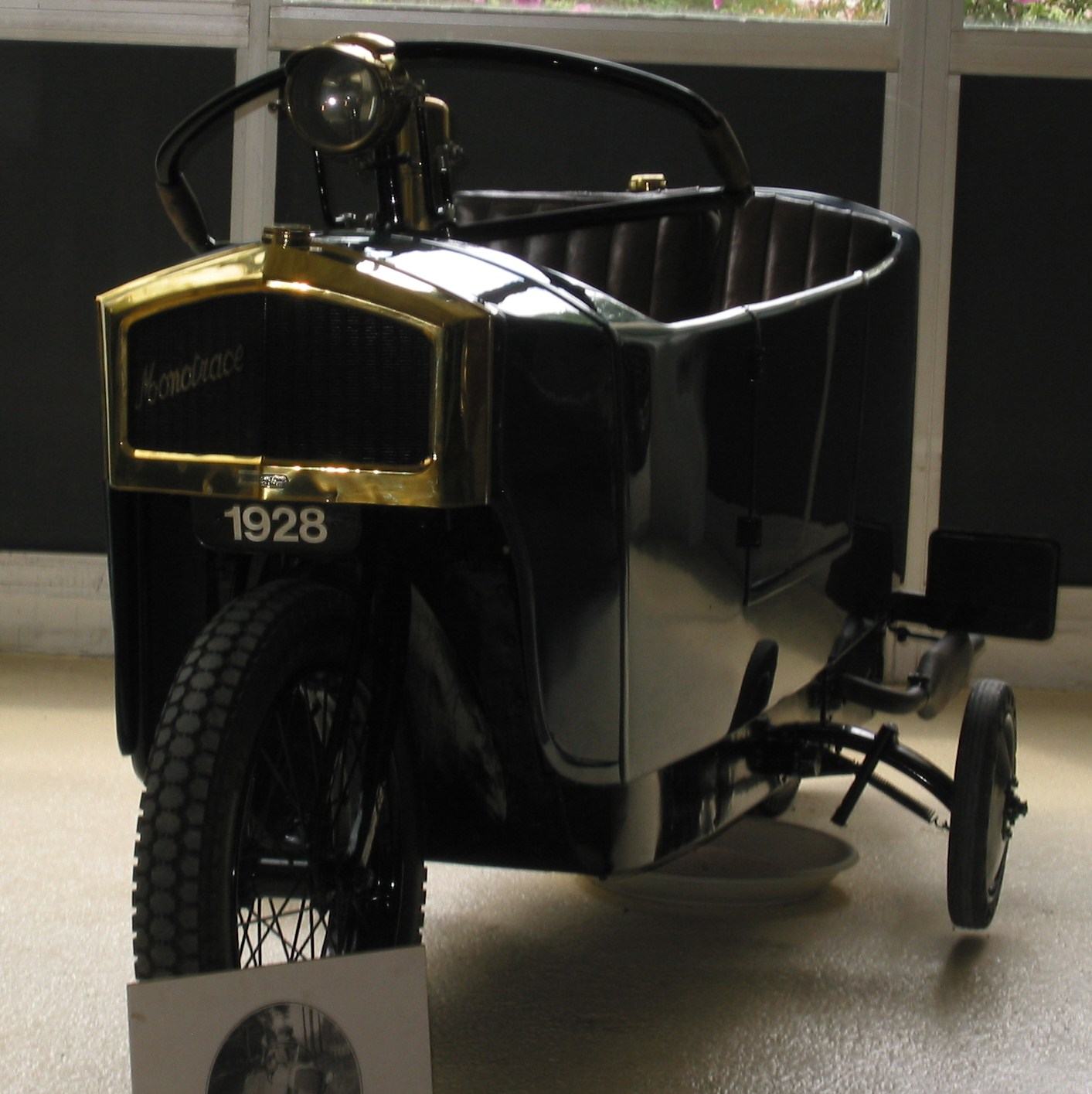
Monotrace von 1928

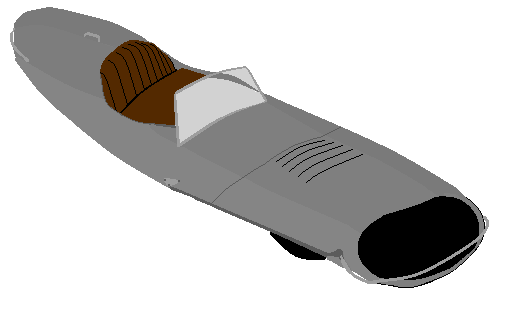
Dalnik von 1936–1942

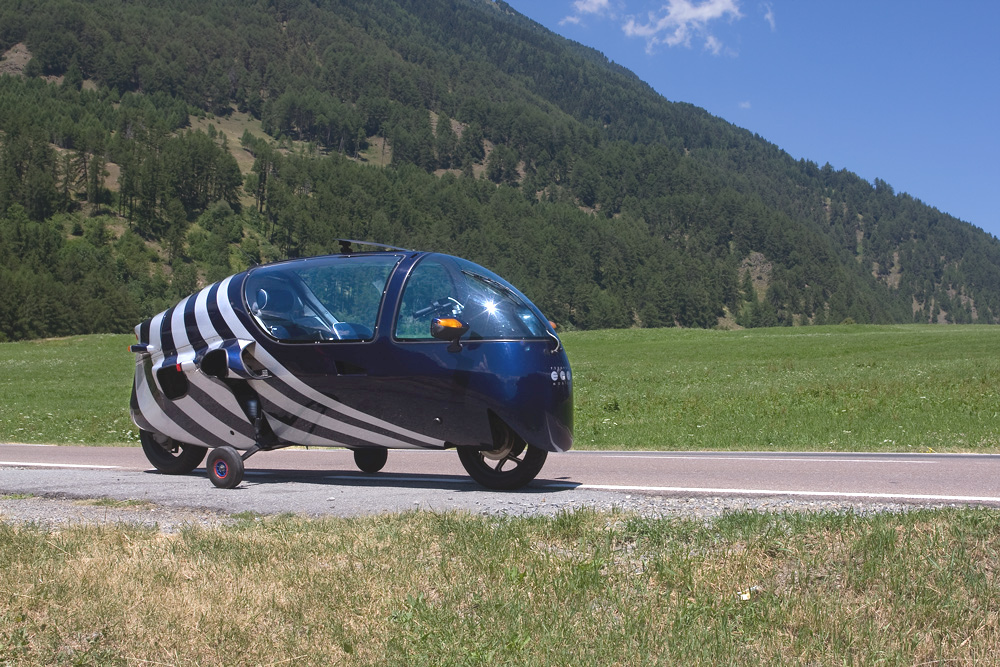
Ecomobile

Ein Einspurwagen ist eine Fahrzeugart bei der Vorder- und Hinterrad in einer Spur laufen, aber im Unterschied zum Motorrad eine Karosserie hat. Andere Bezeichnungen lauten Einspurauto, Einspur-Auto und Monotrace.

## Definition
Der Autor Halwart Schrader definiert es so: Ein Einspurwagen ist ein Kraftfahrzeug, bei dem Vorder- und Hinterrad in einer Spur laufen. Im Unterschied zum Motorrad haben die Fahrzeuge eine Karosserie. Zwei seitliche Stützräder, die während der Fahrt eingeklappt werden, verhindern im Stand ein Umkippen. Die Fahrzeuge bieten ein oder zwei Personen Platz. Als Beispiel wird das Mauser Einspur-Auto genannt.
Schrader gibt an, dass einige Cyclecars der 1920er Jahre als Einspurwagen ausgelegt waren. Allerdings erfüllt bei Weitem nicht jeder Einspurwagen die Kriterien für Cyclecars.
Eine andere Quelle definiert Einspurwagen als eine Mischung aus Automobil und Motorrad, mit Karosserie und seitlichen Stützrädern.

## Zeitliche Entwicklung

### Bis 1918
Die Colonial Automobile Company aus Boston in Massachusetts stellte zwischen 1899 und 1901 Fahrzeuge der Marke Kent’s Pacemaker her. Es waren Dampfwagen mit einem lenkbaren Vorderrad und einem angetriebenen Hinterrad in einer Spur. Zwei äußere Hinterräder konnten während der Fahrt eingeklappt werden.
Die Deluxe Motor Car Company aus Cleveland in Ohio stellte 1910 einige Fahrzeuge her. Verschiedene Ein- und Zweizylindermotoren standen zur Wahl.
Zwischen 1911 und 1914 gab es das Rabe-Mobil von Ludwig Rabe aus Uelzen in Norddeutschland. Eine zweite Quelle verwendet die Schreibweise Rabemobil und nennt einen Bauzeitraum irgendwann zwischen 1911 und 1915. Mit Motorisierung, Verkleidung, Zweirad und seitlichen, einziehbaren Stützrädern sind die wesentlichen Punkte der Definition erfüllt. Die Anzahl der Sitze ist nicht überliefert. 
James Scripps Booth von Scripps-Booth experimentierte ab 1908 an einem Fahrzeug. Der Prototyp Scripps-Booth Bi-Autogo war 1912 fertiggestellt. Das Fahrzeug blieb ein Einzelstück. Ein V8-Motor mit 6309 cm³ Hubraum und 45 PS Leistung trieb das Fahrzeug an. Die offene Karosserie bot hinter dem Fahrer Platz für zwei weitere Personen. Die Stützräder waren beidseits als Doppelbereifung ausgeführt. Die Herstellungskosten betrugen 25.000 US-Dollar.
Pjotr Petrowitsch Schilowski aus dem Russischen Kaiserreich entwickelte mit dem Schilowski Gyrocar ein selbstbalancierendes Fahrzeug. Die Wolseley Motor Company aus dem Vereinigten Königreich fertigte es im November 1913. Ein Kreiselinstrument anstelle von Stützrädern verhinderte das Umkippen. Auf der vorderen Sitzbank war Platz für zwei Personen. Hinten befand sich ein Abteil mit entweder ein oder zwei Bänken, die Vis-à-vis angeordnet waren. Das Fahrzeug blieb ein Einzelstück und wurde 1948 verschrottet.
1914 gab es in Österreich-Ungarn den Balier-Schäfer. Es gibt Hinweise darauf, dass der Erbauer aus Liberec stammte. Ein Vierzylindermotor mit 18 PS Leistung trieb über eine Kardanwelle das Hinterrad an. Zwei kleine seitliche Stützräder sind überliefert. Die Karosserie hatte zwei Sitze hintereinander. Das Fahrzeug war für den Sport wie für den alltäglichen Gebrauch bestimmt und sollte auch für Kriegszwecke verwendbar sein. Die Zeitschrift Die Gartenlaube berichtete über das Fahrzeug.
1914 gab es von einem Hersteller aus New York City den Fauber. Die Quellen sind sich nicht einig, ob es seitliche Stützräder waren, die das Umkippen im Stand verhinderten, oder Federn. Ein Zweizylindermotor mit 8 PS Leistung war vor dem Hinterrad eingebaut und trieb es an.
Die Moore Car Corporation of America aus Indianapolis stellte 1917 einige Einspurwagen her und verkaufte sie als Moore, gelegentlich auch Moore-Car. Ein Zweizylindermotor mit 22 PS trieb über ein Dreiganggetriebe und eine Kardanwelle das Hinterrad an. Die Stützräder waren sehr klein und nahezu parallel zum Hinterrad angeordnet. Die Verkleidung war minimal. Die Höchstgeschwindigkeit war mit 144 km/h angegeben.

### Von 1919 bis 1945
Der Berliner Gustav Winkler hatte 1920 einen Prototyp hergestellt, den Mauser übernahm und unter eigenem Namen herausbrachte. Als Mauser das Projekt aufgab, setzte Winkler die Produktion auf eigene Rechnung fort. Sie endete 1929. Der Sitz seines Unternehmens war zunächst in Oberndorf am Neckar, später in Berlin.
Atlantic Automobilbau aus Berlin produzierte zwischen 1921 und 1922 etwa 100 Atlantic Einspurwagen, die bis 1923 vermarktet wurden. Ein Zweizylinder-Boxermotor von BMW mit 494 cm³ Hubraum und maximal 6,5 PS Leistung trieb die Fahrzeuge an.
Mauser aus Oberndorf am Neckar war der erfolgreichste Hersteller solcher Fahrzeuge. Das Unternehmen präsentierte 1921 einen Einspurwagen auf der Berliner Automobil-Ausstellung. Die Serienproduktion lief von 1923 bis 1925. Einzelne Fahrzeuge folgten noch bis 1927.
Monotrace aus dem französischen Courbevoie stellte zwischen 1924 und 1930 Fahrzeuge her, die dem Mauser ähnelten.
Armin Drechsel aus Pasing experimentierte ab etwa 1925 an einem Fahrzeug. 1931 verwertete er Patente von Hermann Anschütz-Kaempfe für eine „Kreisel-stabilisierte Wagenkarosserie“. Es ist nicht bekannt, ob er tatsächlich ein Fahrzeug herstellte.
Whitwood Monocars aus Portsmouth in England stellte zwischen 1934 und 1936 sechs Fahrzeuge her. Die Stützräder waren ungewöhnlich klein und vor Fahrzeugmitte montiert. Eine Abbildung zeigt einen geschlossenen Aufbau.
1935 gab es in den USA den Watson. Seine Merkmale waren ein Zweizylinder-Zweitaktmotor und Kardanwelle. Die Karosserie war stromlinienförmig und bestand aus Leder. Die Herstellungskosten waren aufgrund der Mechanik für die Stützräder hoch. Der Verkaufspreis von 150 Dollar wird als niedrig eingestuft. Trotzdem fanden sich keine Käufer.
Jan Anderle fertigte zwischen 1936 und 1942 einige Prototypen des Dalnik. Der Zweizylindermotor von Jawa mit 615 cm³ Hubraum und 19,5 PS Leistung war vor dem Vorderrad montiert und trieb es über eine Kette an. Das Hinterrad war kleiner. Die Stützräder konnten durch ein Pedal herabgelassen werden. Die Karosserie von Sodomka wird als tropfenförmig beschrieben. Sie hatte keine Türen. Eine Sitzbank bot Platz für zwei Personen nebeneinander. Die Windschutzscheibe war dreiteilig. Jawa kaufte 1942 die Rechte an der Konstruktion.
1939 stellte J. G. Tingle aus Miami in Florida ein Fahrzeug her, das er als Mischung aus Motorrad und Automobil bezeichnete. Die Stützräder waren hinter dem Vorderrad angebracht.

### Nach 1945
Seit 1984 gibt es das Ecomobile. Der Motor stammt von BMW. Die Karosserie ist geschlossen.

## Ähnliche Fahrzeuge
Die Bastert-Werke aus Bielefeld stellten in den 1950er Jahren das Bastert-Einspurauto her. Es war ein Motorroller und erfüllt die Kriterien für Einspurwagen nicht.
Gustav Adolf Baumm entwarf ebenfalls in den 1950er Jahren in Zusammenarbeit mit den NSU-Motorenwerken einige voll verkleidete Einspurfahrzeuge für Rekordfahrten, in denen der Fahrer ähnlich wie in einem Formel-1-Rennwagen seit den 1960er-Jahren saß bzw. auf dem Rücken lag. Sie hatten keine seitlichen Stützräder und waren somit keine Einspurwagen.